# Onthophagus boops
Onthophagus boops là một loài bọ cánh cứng trong họ Bọ hung (Scarabaeidae).